# Fort Reno
Fort Reno, conosciuto anche come Fort Connor o Old Fort Reno, era un avamposto militare costruito nel 1865 dal generale Patrick Edward Connor durante la spedizione del fiume Powder nell’allora territorio del Dakota (attuale Contea di Johnson (Wyoming)). Insieme al Fort Phil Kearny e a Fort C. F. Smith il forte fu edificato per proteggere le carovane che transitavano sul Bozeman Trail dagli attacchi degli indiani.

## Storia
La costruzione del forte fu avviata il 15 agosto 1865 dai cavalleggeri del 6º Reggimento volontari del Michigan su un pianoro allo sbocco dl Dry Fork Creek, nella zona dove il fiume Powder incrociava il Bozeman Trail. A questo nuovo avamposto militare venne dato il nome di Fort Connor, in onore del comandante in capo della spedizione, il generale di brigata Patrick Edward Connor. Come le altre strutture militari simili, il forte era delimitato da una palizzata di tronchi d’albero alta due metri e mezzo che racchiudeva un’area in terra battuta e comprendeva alcune baracche realizzate in maniera molto rozza che fungevano da uffici del comando, alloggi per i soldati, infermeria, magazzini, armeria e stalle. Quello stesso mese, Fort Connor fece da base per i soldati che presero parte alla battaglia del fiume Tongue del 29 agosto 1865 quando venne attaccato il villaggio del capo Arapaho Black Bear nei pressi dell’attuale città di Ranchester, nella contea di Sheridan (Wyoming). Dopo quell'attacco gli Arapaho si unirono a Sioux e Cheyenne del Nord nella guerra di Nuvola Rossa combattuta per il controllo della regione del Powder River.
Dopo la costruzione, i cavalleggeri furono sostituiti da due compagnie di soldati del 5º Reggimento di fanteria, i cosiddetti Galvanized Yankees, che presidiarono il forte fino a giugno 1966 Nel novembre del 1865 il nome del forte venne cambiato in Fort Reno in onore del generale Jesse L. Reno, caduto in battaglia durante la guerra di secessione americana.
Nel giugno del 1866, nella regione del fiume Powder arrivarono il colonnello Henry B. Carrington e i soldati del 18º Reggimento di fanteria con il compito di costruire altre due postazioni militari, Fort Phil Kearny e Fort C.F. Smith, per meglio proteggere coloro che transitavano lungo la pista Bozeman. Gli uomini di Carrington provvidero anche a migliorare la grezza struttura iniziale di Fort Reno, potenziando la palizzata e consolidandola opportunamente con bastioni angolari. Nei due anni successivi, Fort Reno fu utilizzato essenzialmente come stazione di transito e deposito di rifornimenti per i forti Phil Kearny e C.F. Smith. Questo perché, malgrado si trovasse in una regione che era teatro di scontri continui a seguito della guerra di Nuvola Rossa, Fort Reno rimase sempre fuori dagli attacchi degli indiani che concentrarono la loro attenzione soprattutto su Fort Phil Kearny mentre la guarnigione di Fort Reno dovette subire solo alcune razzie di cavalli.
Nella primavera del 1868, con la firma del trattato di Fort Laramie, il governo degli Stati Uniti accettò di abbandonare i forti posti lungo il Bozeman Trail e di chiudere la pista al transito delle carovane lasciandola aperta solo per il trasporto di forniture militari. Le guarnigioni lasciarono prima Fort C.F. Smith e poi Fort Phil Kearny che subito dopo vennero bruciati dagli indiani. A fine agosto la stessa sorte toccò a Fort Reno per cui quando le truppe del generale George Crook arrivarono in quel sito prima della battaglia del Rosebud (giugno 1876) tutto ciò che trovarono furono i resti bruciacchiati della palizzata e delle strutture interne del forte.

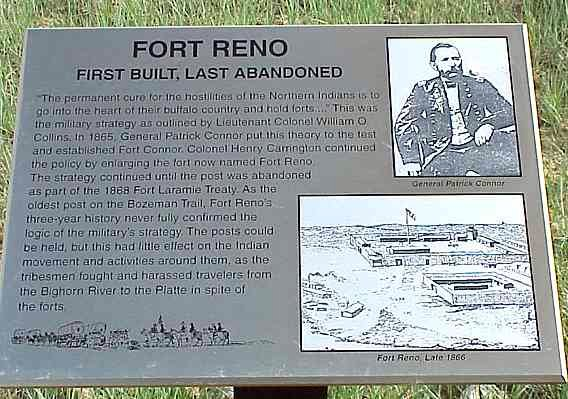
Targa storica

Oggi, quello che resta del forte originale è solo una depressione nel suolo con, nei pressi, un grande monumento in pietra e una targa storica posti a ricordo di quell’antico presidio militare. Il sito, che si trova a circa 18 chilometri a nord est dell’area non incorporata di Sussex (Wyoming), dal 28 marzo 1980 è stato incluso nel National Register of Historic Places (Registro nazionale dei luoghi storici).
Negli Stati Uniti esistono altre due postazioni militari che portano lo stesso nomeː Fort Reno Park (in origine Fort Pennsylvania), che era uno dei forti costruiti nel 1862 nell'area di Washington per difendere la città dall'esercito confederato durante la guerra civile e Fort Reno in Oklahoma, eretto a luglio 1874 come campo temporaneo durante la guerra del Red River e divenuto in seguito una base militare permanente.